# Araneus kraepelini
Araneus kraepelini là một loài nhện trong họ Araneidae.
Loài này thuộc chi Araneus. Araneus kraepelini được miêu tả năm 1891 bởi Lenz.